# Onthophagus caesariatus
Onthophagus caesariatus là một loài bọ cánh cứng trong họ Bọ hung (Scarabaeidae).